# Кипос (дем Кожани)
Вижте пояснителната страница за други значения на Кипос.
Кѝпос или Бахче (на гръцки: Κήπος, до 1928 година Μπαξί, Бакси) е село в Гърция, в дем Кожани, област Западна Македония.

## География
Кипос е разположено 360 m надморска височина, на около 20 km южно от град Кожани.

## История

### В Османската империя
В 1528 година Бахче има 26 домакинства със 117 жители.
В края на ХІХ век Бакси е село в югозападната част на Кожанската каза на Османската империя. Според статистиката на Васил Кънчов („Македония. Етнография и статистика“) през 1900 година в Бахши, Кожанска каза, има 45 турци.
На Етнографската карта на Битолския вилает на Картографския институт в София от 1901 година Бахчи е чисто турско село в Кожанската каза на Серфидженския санджак с 9 къщи.
Според статистика на Серфидженския санджак на гръцкото консулство в Еласона от 1904 година в Бакси (Μπακσή), Кожанска каза, живеят 60 гърци елинофони християни.

### В Гърция
През Балканската война в 1912 година в селото влизат гръцки части и след Междусъюзническата в 1913 година остава в Гърция. В 20-те години по силата на Лозанския договор жителите му се изселват в Турция и на негово място са заселени хора от съседните села. В 1928 година името на селото е сменено на Кипос. В същата година има 94 жители, от които 5 гърци бежанци.
Традиционно населението се занимава с отглеждане предимно на пшеница и тютюн.
| Година    | 1913 | 1920 | 1928 | 1940 | 1951 | 1961 | 1971 | 1981 | 1991 | 2001 | 2011 | 2021 |
| --------- | ---- | ---- | ---- | ---- | ---- | ---- | ---- | ---- | ---- | ---- | ---- | ---- |
| Население | 72   | 65   | 94   | 124  | 156  | 210  | 198  | 192  | 172  | 155  | 129  | 112  |